# آبل تاسمان
آبل یانس‌زون تاسمان (در هلندی: Abel Janszoon Tasman) (متولد ۱۶۰۳ - مرگ ۱۶۵۹) دریانورد و جهانگرد هلندی در قرن هفدهم میلادی بود که بخاطر سفرهای دریایی متهورانه به سرزمین‌های دوردست و اکتشاف سرزمین‌های جدید شهرت یافت. وی کاشف جزیره تاسمانی، نیوزیلند، تونگا و جزایر فیجی است.
چهاردهم دسامبر سال ۱۶۴۲ میلادی آبل تاسمان که در کمپانی هند هلند کار می‌کرد و مأموریت یافته بود راه دریایی به اروپا از جنوب اقیانوس آرام و از طریق اقیانوس اطلس را بیابد به جزایری از نیوزیلند رسید. وی قبلاً جزیره بزرگی را که به نام او تاسمانیا اسم گذاری شده و بعداً دولت انگلستان ان را تصرف و ضمیمه استرالیا کرد رسیده بود.
نام ایالت و جزیره تاسمانی در استرالیا برگرفته از آبل تاسمان است.

## کشف جزیره تاسمانی
در روز ۲۴ نوامبر سال ۱۶۴۲ میلادی آبل تاسمان جزیره‌ای را کشف کرد که بعدها به نام او تاسمانی نامیده شد.
این جزیره واقع در اقیانوسیه دارای پوشش گیاهی و طبیعت وحشی ویژه خود، پس از پشت سر گذاشتن فراز و نشیب‌های تاریخی، امروز بخشی از فدراسیون استرالیا است.
تاسمان پس از کشف این جزیره آن را سرزمین فان دیمن نامید. آنتونی فان دیمن نام فرماندار کل کمپانی هند شرقی هلند بود.
در سده هجدهم میلادی دریانوردان زیادی از قبیل کاپیتان کوک در ساحل تاسمانی پیاده شدند.
اما در سال ۱۷۹۸ میلادی کاپیتان ماتیو فلیندرز، دریانورد انگلیسی پیرامون تاسمانی را پیمود و متوجه جزیره بودن این سرزمین شد.
او آن بخش از اقیانوس که جزیره تاسمانی را از قاره اقیانوسیه جدا می‌کرد، تنگه باس نامید.
در همان زمان، کینگ فرماندار نیو ولز جنوبی تصمیم گرفت یک مهاجرنشین دیگر را در جنوب سیدنی ایجاد کند و پس از تردید فراوان محلی را در مصب رودخانه درونت در تاسمانی انتخاب کرد.
در سال ۱۸۰۴ میلادی در این مکان شهر هوبارت مرکز کنونی تاسمانی احداث شد.
شهر هوبارت در آغاز یک دهکده چادری بود که ۲۶۲ نفر جمعیت داشت که ۱۷۸ نفر آنها زندانیان محکوم بودند.
از آن پس تاسمانی به محل انتقال زندانیان تبدیل شد تا اینکه در سال ۱۸۵۶ میلادی اعزام زندانیان به این جزیره منحصربه‌فرد ممنوع گردید.
تا آن زمان بیش از ۶۰۰۰۰ زندانی به جزیره انتقال یافته بودند که تنها راه نجات آنها از این مکان فقط مرگ بود.
پس از ممنوع شدن انتقال زندانیان برای زدودن این خاطره تلخ نام سرزمین وان دیمن به نام کاشف آن «تاسمانی» تغییر یافت.
سرانجام در سال ۱۹۰۱ میلادی، جزیره تاسمانی به عنوان بخشی از فدراسیون استرالیا درآمد.
به این ترتیب، در روز ۲۴ نوامبر سال ۱۶۴۲ میلادی، آبل یانس‌زون تاسمان جزیره منحصربه‌فردی را کشف کرد که حدود ۲ قرن بعد به نام خود او «تاسمانی» نامیده شد.
تاسمانی دارای گیاهان و جانورانی است که نظیر آنها در سایر نقاط جهان مشاهده نمی‌شود.
امروز تاسمانی به دلیل زیبایی و تنوع طبیعت آن در فهرست میراث طبیعی حفاظت شده جهان قرار گرفته‌است.